# Schloss Albrechtsberg (Loosdorf)

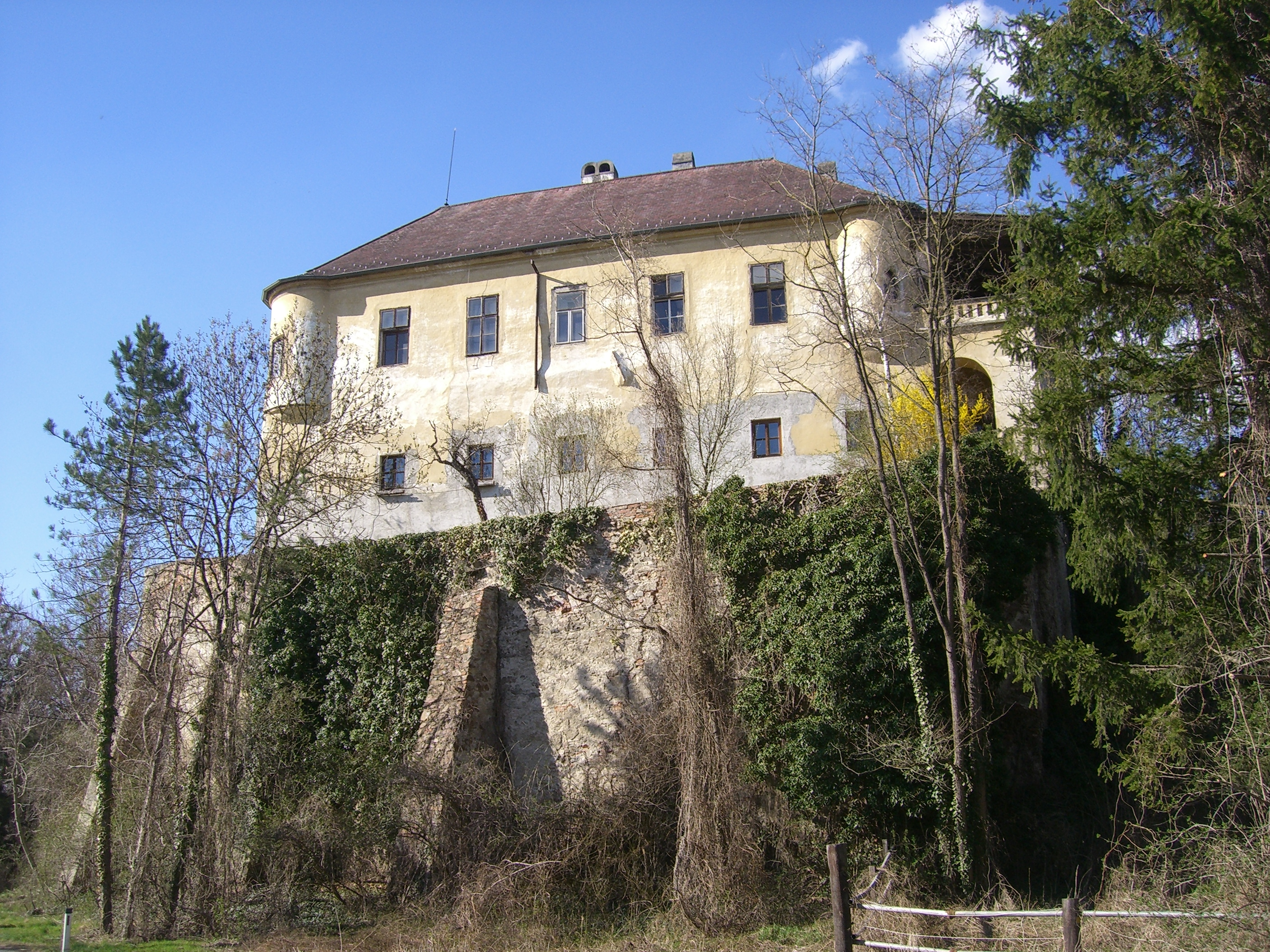
Schloss Albrechtsberg

Das Schloss Albrechtsberg ist eine Schlossanlage in Albrechtsberg, einer Katastralgemeinde von Loosdorf im niederösterreichischen Bezirk Melk. Es steht auf einem Hügel am nordwestlichen Rand des Ortes und war zeitweise Sitz des oberösterreichischen Geschlechtes der Enenkel. 

## Geschichte
Errichtet und benannt wurde die Burg von Albrecht von Perg (1120, † 1168) aus der Familie der Herren von Perg und Machland, der mit einer Gräfin von Schalla verheiratet war und die Besitzungen im Pielachtal in die Ehe eingebracht hatte. Albrecht besaß Vogteirechte über das Kloster St. Pölten und war Untervogt des Klosters Melk. Albrecht von Perg bewohnte die Burg mit seiner Frau und den beiden Söhnen Siegfried und Meingozus von Perg und wohl auch von Albrechtsberg.
Die spätere Geschichte bis 1400 steht in enger Verbindung mit der Gegend um Kilb, wo die Herren von Perg ebenfalls Besitzungen hatten. 
Die Burg ist nach dem Aussterben der Perger zur Hälfte direkt an die Babenberger, und zur Hälfte vorerst an die Grafschaft von Plain bzw. ihre Besitznachfolger, die Grafschaft Schaunberg übergegangen.

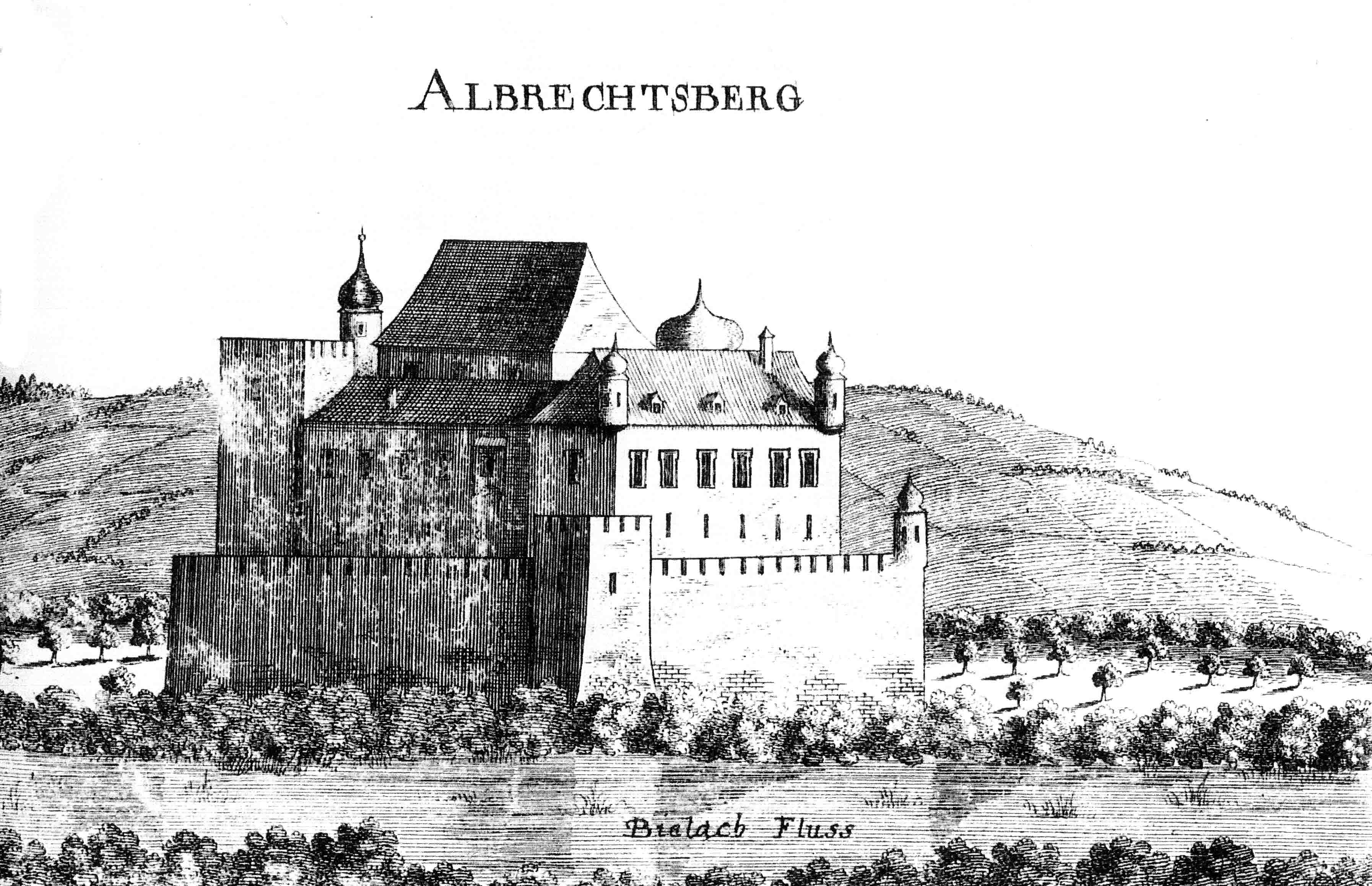
Schloss Albrechtsberg, 1672

Das Schloss wurde im Jahre 1581 im Stil der Renaissance über eine mittelalterliche Burg errichtet. Im Jahre 1606 wurde Ludwig von Starhemberg neuer Besitzer des Schlosses Albrechtsberg. Da dieser am protestantischen Adelsaufstand teilnahm, wurde sein Schloss von kaiserlichen Soldaten im Zuge der Kampfhandlungen in Brand gesteckt. Das Schloss wurde enteignet, die Kapelle wieder katholisch geweiht. Im Jahre 1704 vernichtete ein weiterer Brand den Kapellenturm. 
Ende des 19. Jahrhunderts fand unter der Familie Auersperg umfangreiche Umbauarbeiten statt. Zwischen 1925 und 1936 gab Karl Anton Rohan im Schloss die Europäische Revue heraus. Im Weltkriegsjahr 1945 wurde das Schloss verwüstet. Seit dem Jahr 1995 befindet es sich im Besitze der Familie Weinberger und wird sukzessive renoviert.